# Даниел Пеев (футболист)
Вижте пояснителната страница за други личности с името Даниел Пеев.
Даниел Пеев е бивш български футболист, полузащитник. Играе предимно на позиция атакуващ ляв полузащитник. Бивш младежки национал.
Даниел е по-младият брат на бившия полузащитник Георги Пеев.

## Кратка спортна биография
Роден е на 6 октомври 1984 година в София. Започва своята състезателна кариера в детските и младежки формации на Локомотив (София), където остава до 2002 година, подписвайки първи професионален договор с отбора от квартал „Надежда“.
Престоят му в Локомотив е сравнително кратък, и скоро преминава в друг столичен отбор, този на ПФК Левски (София).
През 2004 година става част от елитния тогава тим от град Смолян – Родопа, където играе четири години, изигравайки 83 мача и вкарвайки 14 гола.
През месец юли 2008 година Пеев подписа двегодишен договор с ПФК Пирин (Благоевград). На 29 април 2009 г., той вкара единствения гол за своя отбор, при победата над бившия му клуб Левски (София) за 1:0, в полуфинала за Купата на България.
През сезон 2008 – 2009, Пеев става единственият футболист, който вкара срещу всички столични отбори – Левски (София), ПФК ЦСКА (София), Локомотив (София) и Славия (София).
През декември 2009 г., в българските медии, е обявено, че Славия (София) има интерес към полузащитника.
На 28 декември 2009 година Славия и Даниел Пеев подписват договор за две и половини години, като трансферната сума е 50 000 евро.
През есента на 2012 г. се завръща в родния си Локомотив заявявайки, че в този тежък момент локомотивците е време да помогнат у дома.